# Puerto Bories
Puerto Bories es una localidad chilena ubicada en la comuna de Natales en la Región de Magallanes y de la Antártica Chilena, a unos 4 km de Puerto Natales.
Aquí se ubica el Frigorífico Bories, declarado en 1996 como Monumento Histórico Nacional, que fue el frigorífico más importante de la zona por más de 60 años hasta que fue abandonado en los años 1970.
El museo que se encuentra en él, resume la historia y las tradiciones de la zona mostrando la importancia del frigorífico durante el boom de la ganadería ovina en la Patagonia y el desarrollo económico de Puerto Natales y de toda la Patagonia, con maquinarias de principios del siglo XX en perfecto estado de conservación.
La construcción original tiene un estilo arquitectónico de fines del siglo XIX inspirado en la época post-victoriana en Inglaterra. The Singular Hotels, inició la restauración de Puerto Bories, para construir un hotel de lujo.

## Galería

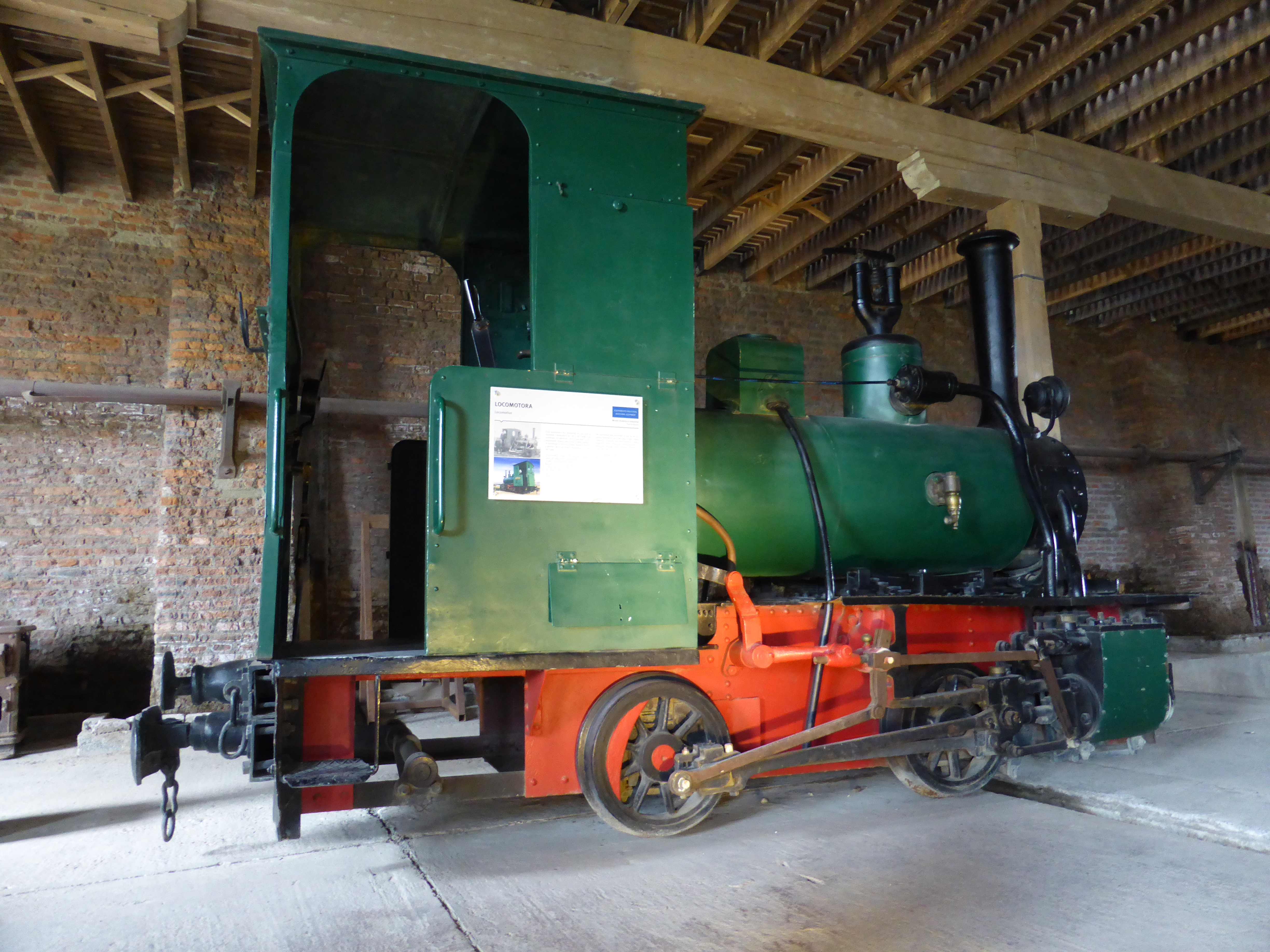
Locomotora de vapor en el hotel-museo. Fabricada por Orenstein & Koppel, en 1913.
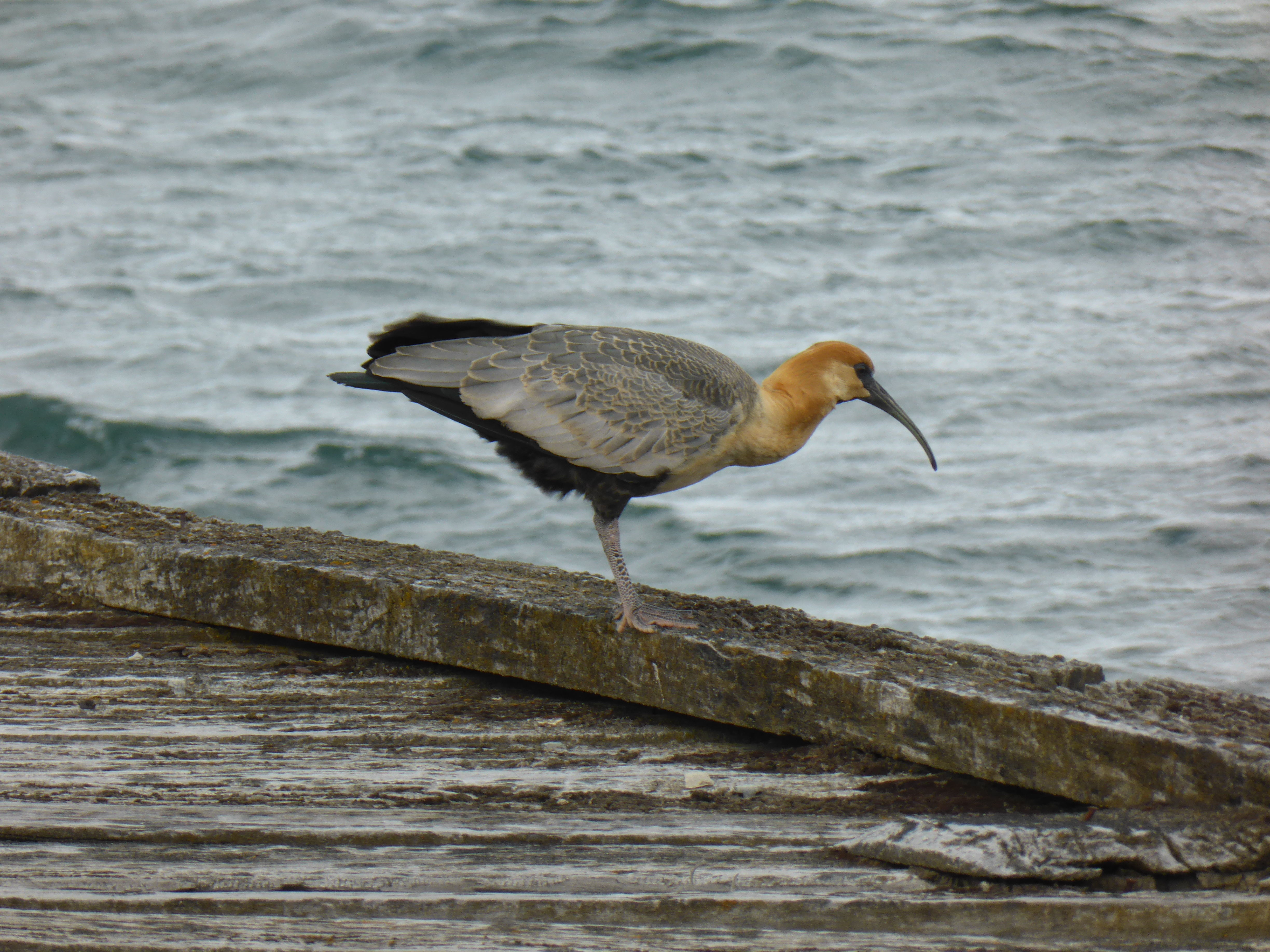
Bandurria austral, en el antiguo muelle del Frigorífico de Bories.
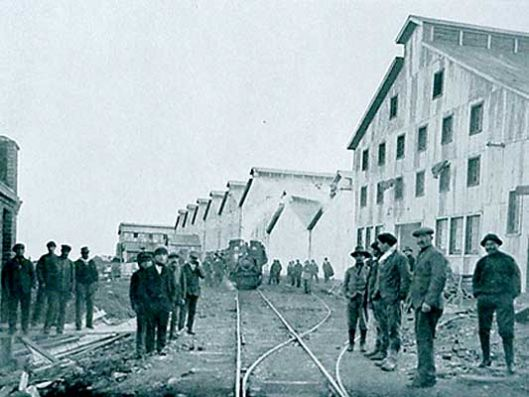
Trabajadores en el Frigorifico Bories, en el año 1920.